# Page and Hunt
Page and Hunt war ein britisches Karosseriebauunternehmen mit Sitz in Farnham (Surrey).

## Unternehmensgeschichte
Das Unternehmen wurde 1920 von Arthur Page und Oliver Hunt gegründet. Page war für den technischen Teil zuständig, Hunt als Kapitalgeber für den finanziellen.
Die ersten Aufträge erfolgten für Fahrgestelle der Marken Talbot, Bianchi und Packard. Bereits 1922 zeigte die Firma ihre Karosserien an der Fachausstellung im Londoner Olympia Centre. An dieser Leistungsschau war sie bis 1928 vertreten.
Ein Vertrag mit dem Buick-Importeur Lendrum & Hartman sicherte weitere Arbeit, und nach der Übernahme einer Automobilvertretung der Marke Armstrong Siddeley wurden auch Karosserien für diese Fahrgestelle gebaut.
Page and Hunt war spezialisiert auf sportliche Fahrzeuge, überwiegend Coupés, Cabriolets und Roadster. Auch einige Chauffeur-Limousinen sind entstanden. Außer den Aufbauten für die genannten Marken sind Karosserien für Cadillac, Daimler, Delage, Fiat und Wolseley bekannt. Auch ein sehr elegantes Drop Head Coupe (Cabriolet) auf dem Fahrgestell eines Rolls-Royce 40/50 h.p. „Silver Ghost“ entstand 1925 bei Page and Hunt.
Die Firma geriet 1929 in finanzielle Schwierigkeiten und ging eine freiwillige Liquidation ein. Ihr Verkaufsleiter für London, Edward Dixson Abbott, sprang ein und übernahm die Anlagen der Firma. Daraus entstand der Karosseriebauer Abbott of Farnham, der bis 1972 existierte.